# 赫洛貝內區

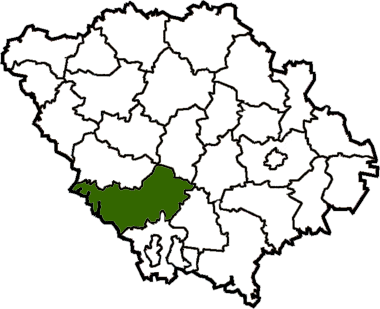
赫洛貝內區在波爾塔瓦州的位置

赫洛貝內區（烏克蘭語：Глобинський район）是烏克蘭中部波爾塔瓦州的舊區，区府为赫洛貝內，並於2020年被撤銷。該區面積2,500平方公里，2015年人口44,423，人口密度每平方公里17.8人。